# 维基百科的收录标准
“收录标准”（英語：notability）是在线百科全书维基百科使用的一个术语，是确定某主题能否成为百科全书条目的编辑制度。从总体上说，关注度试图考察独立于主题之可靠二次文献的有效介绍（significant coverage），来评估主题是否得到了“世界范围的关注”或具备“持久的关注度”。

## 争议
维基百科的收录标准要求曾經鬧出過不少的笑話。2018年5月，英文維基曾經以缺乏獨立來源證實其關注度為由，拒絕將加拿大女性物理学家唐娜·斯特里克兰的草稿轉為正式的條目。唐娜·斯特里克兰在同年11月獲頒發诺贝尔物理学奖。事件後來獲傳媒所報導，亦印證了科学领域中的女性沒有男性那麼注目。
将关注度标准贯彻于维基百科的尝试导致了频繁的争议，特别是对于那些所受关注较小且纸本百科全书未有收录的主题。对此，维基百科社群在关注度上产生了两派不同的意见，分别被称为“保留主义”和“删除主义”。在英语维基百科，有一群编辑曾以网络漫画的大部分主题都缺少关注度为由，同意删除大量的网络漫画条目。这引起了一些漫画家的负面反响，他们指责这些编辑是“裝成謙遜編輯的冒牌小獨裁者”。
2007年，蒂莫西·诺亞曾因他的条目受到关注度删除威胁，而在《Slate》杂志上发表了多篇与之相关的文章。他总结说：“维基百科的关注度政策类似于美国在9/11之前的移民政策：严格的规定、参差不齐的执法。”戴维·西格尔（David Segal）在《华盛顿邮报》上评论说：“維基式的顯著性標準已悄然成為新的數位落差，將自認為顯赫的人與獲得一群匿名極客認可的人區分開來。”